# Bragelogne-Beauvoir
Bragelogne-Beauvoir est une commune française, située dans le département de l'Aube en région Grand Est.
Ses habitants sont appelés les Doubet-Talibautiers.

## Géographie

### Description
Ce petit village situé dans le canton des Riceys est né de la fusion de deux communes en 1973 : Bragelogne et Beauvoir-sur-Sarce dans le cadre de la loi du 16 juillet 1971.

### Communes limitrophes
Les communes limitrophes sont  Arthonnay, Bagneux-la-Fosse, Balnot-la-Grange, Channes, Les Riceys, Molesme et Vertault.

### Hydrographie
La commune est dans la région hydrographique « la Seine de sa source au confluent de l'Oise (exclu) » au sein du bassin Seine-Normandie. Elle est drainée par la Sarce, qui traverse la commune dans le vestige du vannage aval de l'ancien moulin de Gaviot et divers autres petits cours d'eau,.
La Sarce, d'une longueur de 30 km, prend sa source dans la commune  et se jette  dans un bras de la Seine à Virey-sous-Bar, après avoir traversé huit communes.

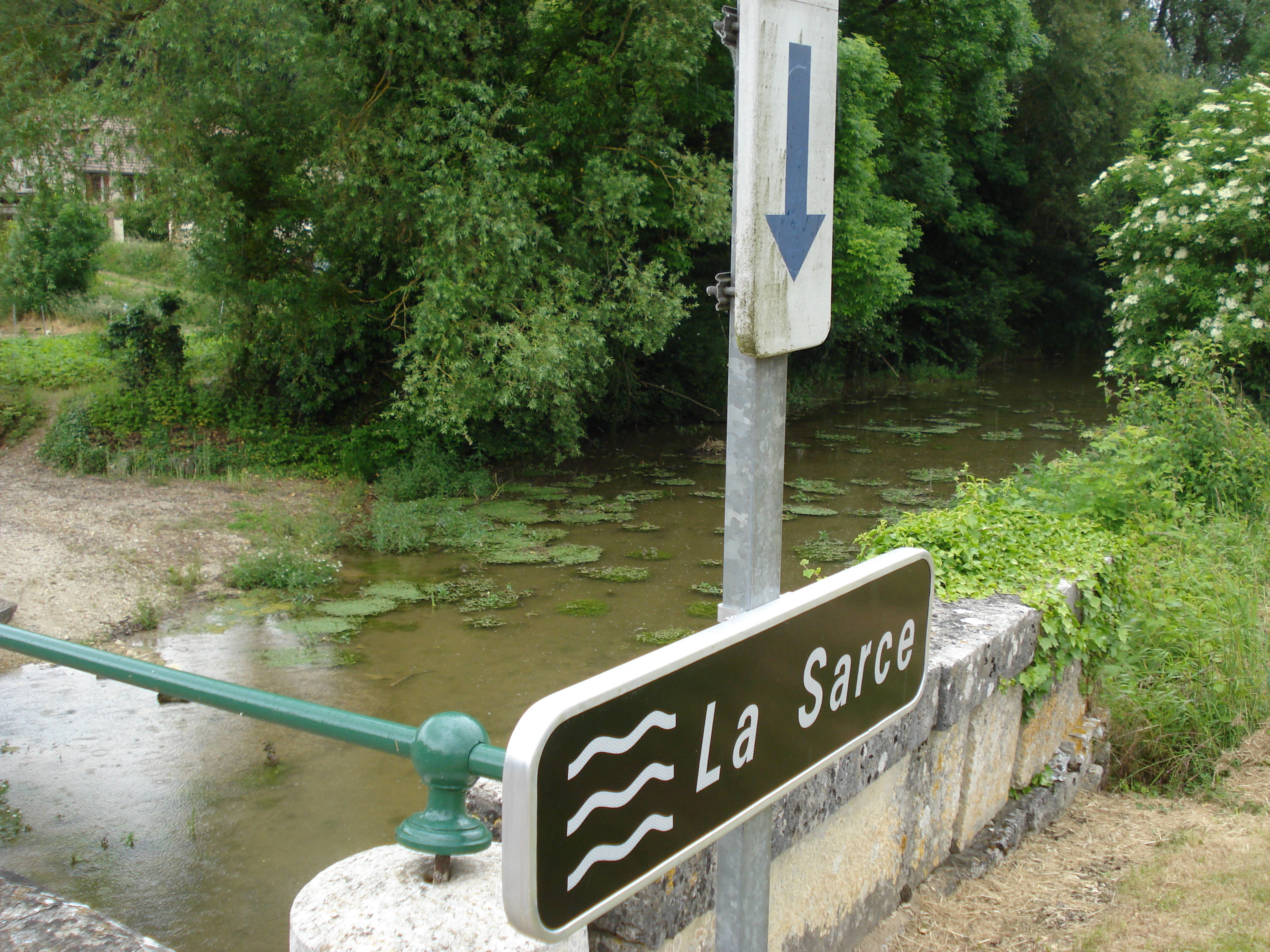
Beauvoir-sur-Sarce, la Sarce.
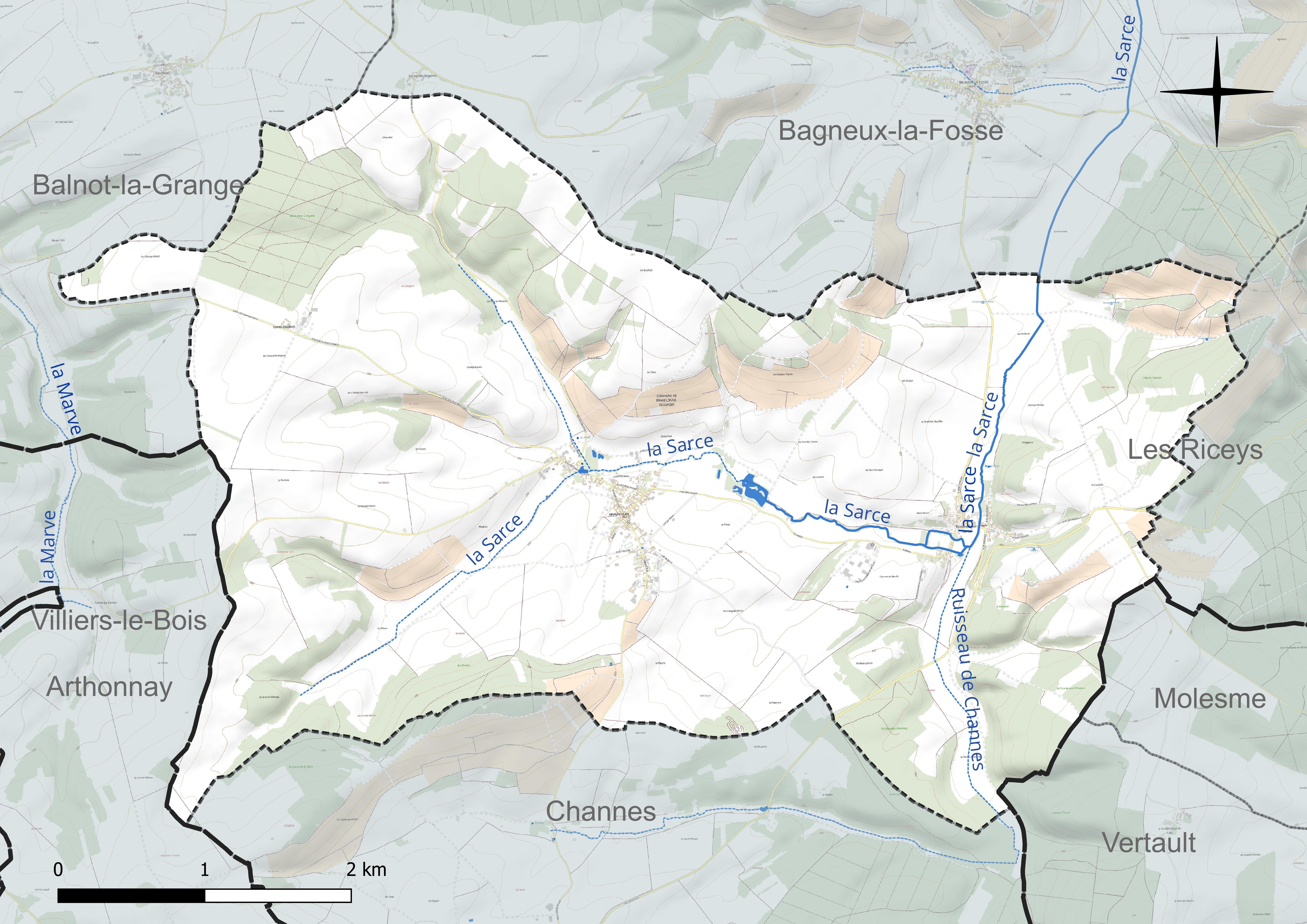
Réseau hydrographique de Bragelogne-Beauvoir.

### Climat
Pour des articles plus généraux, voir Climat du Grand Est et Climat de l'Aube.
En 2010, le climat de la commune est de type climat océanique dégradé des plaines du Centre et du Nord, selon une étude du Centre national de la recherche scientifique s'appuyant sur une série de données couvrant la période 1971-2000. En 2020, Météo-France publie une typologie des climats de la France métropolitaine dans laquelle la commune est exposée à un climat océanique altéré et est dans la région climatique Lorraine, plateau de Langres, Morvan, caractérisée par un hiver rude (1,5 °C), des vents modérés et des brouillards fréquents en automne et hiver.
Pour la période 1971-2000, la température annuelle moyenne est de 10,5 °C, avec une amplitude thermique annuelle de 15,7 °C. Le cumul annuel moyen de précipitations est de 835 mm, avec 12,1 jours de précipitations en janvier et 8,4 jours en juillet. Pour la période 1991-2020, la température moyenne annuelle observée sur la station météorologique de Météo-France la plus proche, « Cruzy_sapc », sur la commune de Cruzy-le-Châtel à 13 km à vol d'oiseau, est de 11,1 °C et le cumul annuel moyen de précipitations est de 845,8 mm. 
La température maximale relevée sur cette station est de 40,7 °C, atteinte le 25 juillet 2019 ; la température minimale est de −21 °C, atteinte le 16 janvier 1985,,.
Les paramètres climatiques de la commune ont été estimés pour le milieu du siècle (2041-2070) selon différents scénarios d'émission de gaz à effet de serre à partir des nouvelles projections climatiques de référence DRIAS-2020. Ils sont consultables sur un site dédié publié par Météo-France en novembre 2022.

## Urbanisme

### Typologie
Au 1er janvier 2024, Bragelogne-Beauvoir est catégorisée commune rurale à habitat dispersé, selon la nouvelle grille communale de densité à 7 niveaux définie par l'Insee en 2022.
Elle est située hors unité urbaine et hors attraction des villes,.

### Occupation des sols
L'occupation des sols de la commune, telle qu'elle ressort de la base de données européenne d’occupation biophysique des sols Corine Land Cover (CLC), est marquée par l'importance des territoires agricoles (76,8 % en 2018), une proportion sensiblement équivalente à celle de 1990 (77 %). La répartition détaillée en 2018 est la suivante : 
terres arables (63,6 %), forêts (21,6 %), cultures permanentes (7,4 %), zones agricoles hétérogènes (5,8 %), zones urbanisées (1,6 %). L'évolution de l’occupation des sols de la commune et de ses infrastructures peut être observée sur les différentes représentations cartographiques du territoire : la carte de Cassini (XVIIIe siècle), la carte d'état-major (1820-1866) et les cartes ou photos aériennes de l'IGN pour la période actuelle (1950 à aujourd'hui).

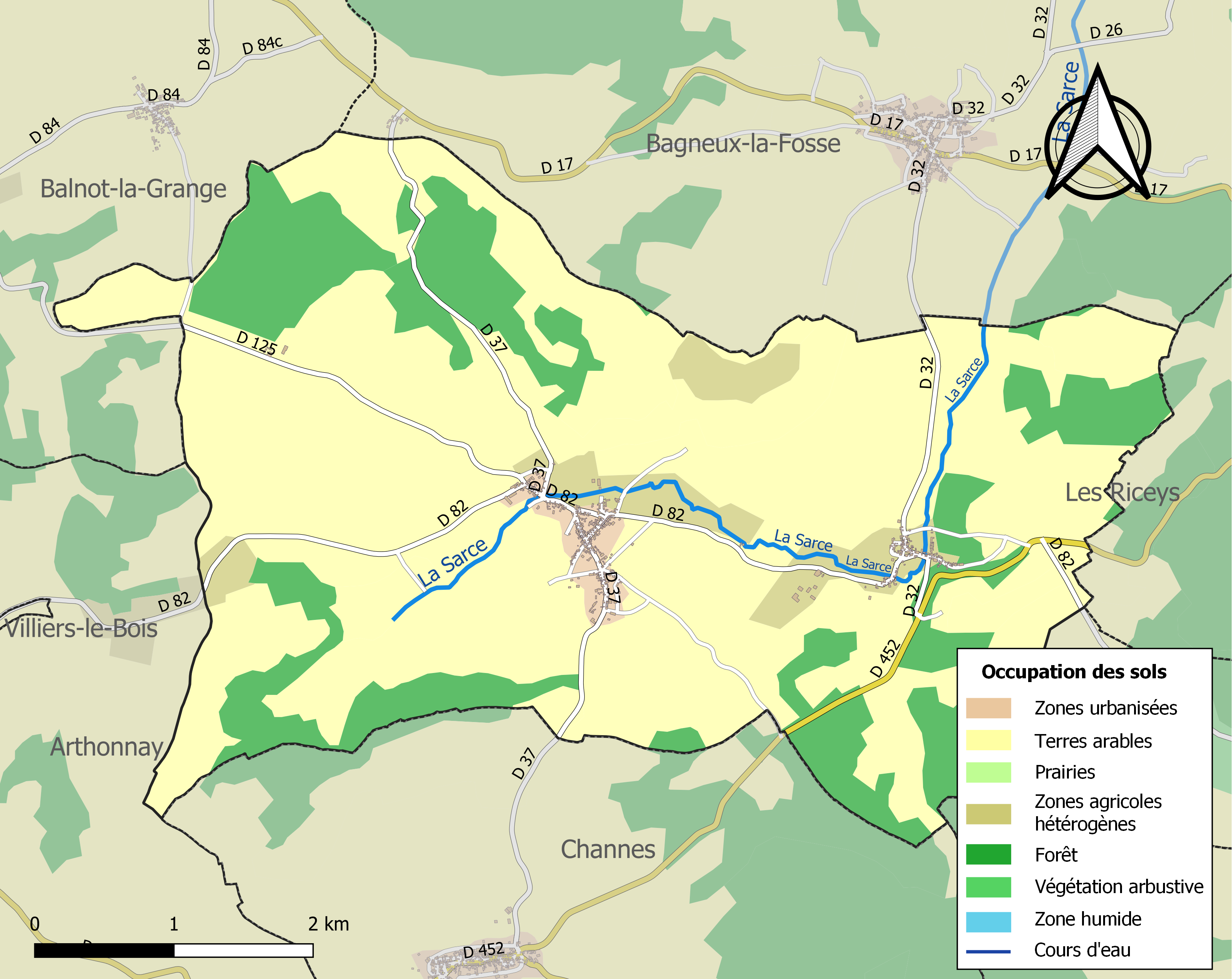
Carte des infrastructures et de l'occupation des sols de la commune en 2018 (CLC).

### Habitat et logement
En 2018, le nombre total de logements dans la commune était de 190, alors qu'il était de 186 en 2013 et de 187 en 2008.
Parmi ces logements, 63,7 % étaient des résidences principales, 14,7 % des résidences secondaires et 21,6 % des logements vacants. Ces logements étaient pour 97,9 % d'entre eux des maisons individuelles et pour 2,1 % des appartements.
Le tableau ci-dessous présente la typologie des logements à Bragelogne-Beauvoir en 2018 en comparaison avec celle de l'Aube et de la France entière. Une caractéristique marquante du parc de logements est ainsi une proportion de résidences secondaires et logements occasionnels (14,7 %) supérieure à celle du département (4,7 %) et à celle de la France entière (9,7 %). Concernant le statut d'occupation de ces logements, 85,1 % des habitants de la commune sont propriétaires de leur logement (85,5 % en 2013), contre 57,8 % pour l'Aube et 57,5 % pour la France entière.
| Typologie                                               | Bragelogne-Beauvoir | Aube | France entière |
| ------------------------------------------------------- | ------------------- | ---- | -------------- |
| Résidences principales (en %)                           | 63,7                | 85,8 | 82,1           |
| Résidences secondaires et logements occasionnels (en %) | 14,7                | 4,7  | 9,7            |
| Logements vacants (en %)                                | 21,6                | 9,5  | 8,2            |

## Toponymie
- Bragelogne est citée dès le Xe siècle sous le nom de "Brachenoile". Le cadastre de 1835 présente au territoire : Basset, la Bergerie, la Chapelle, Charmoy, le Châtelot, la Coque, les Coupes, les Fauconniers, Fizotat, le Rû des Fontaines, le Fourneau, Gaviot, Monsois, la Potence, Rames, Sainte-Elisabeth, Saint-Thomas de Cantorbéry.
- Beauvoir au XIIe siècle[12] sous le nom de "Grangia de Bello Visu" (pouvant se traduire par grange ancienne avec beau point de vue). Le cadastre de 1834 présente au territoire : le Mont-Olivet, le Châtelet, Saint-Médar, les fontaines Edidier, Fontaine Aubert, Sur Mignier et Fontaine-Etouffée.
- Le village prend le nom officiel de Beauvoir-sur-Sarce par décret du 7 avril 1919.

## Histoire

### Moyen Âge
Les deux villages faisaient partie du fief "Saint Vincent" qui relevait des comtes de Tonnerre et en arrière fief des évêques de Chalon (sur Saône), après que Gui III, comte de Tonnerre eu reconnu à la fin du XIIe siècle que les domaines dépendant auparavant du duc de Bourgogne étaient désormais de la mouvance de l'Église de Chalon. Dans les registres paroissiaux de Beauvoir on trouve parfois les appellations de Beauvoir Dalbain et Beauvoir-Tonnerrois. Cette dernière appellation se retrouve dans la description de la généralité de Paris de 1759.
On relève une famille de Bragelo(n)gne, seigneurs de Bragelogne au XIIIe siècle puis du XVIe siècle au XVIIIe siècle.
Au XIIIe siècle, Agnès de Plancy, dame de Bragelogne, épouse Gaucher de Rochefort, seigneur du Puiset et de Tanlay et apporte ainsi Bragelogne aux Rochefort qui le posséderont jusqu'à leur extinction au milieu du XIVe siècle.
Le château (motte féodale) est cité, en 1317, comme maison forte appartenant à Jean de Rochefort. En 1360, il est occupé par les Anglo-navarrais et le traité de Brétigny en stipule l'évacuation. Il fut détruit sous Jean sans Peur, les profonds fossés sont encore bien visibles sur le site actuellement propriété privée. Les premières franchises accordées aux habitants de Bragelogne datent de 1231 et furent confirmées en 1308 par Robert de Rochefort, sire de Bragelogne et Agnès de Tanlay son épouse, elles portaient sur les charrois. Les Rochefort furent également seigneurs de Beauvoir. Beauvoir est signalé par ailleurs comme fief des seigneurs de Bagneux-la-Fosse.

### Temps modernes
En 1580, Antoinette de Faoucq fait don de prairies et de terres labourables à la fabrique de l'église de Bragelogne pour en améliorer les revenus.
En 1789, Beauvoir et Bragelogne dépendaient de l'intendance et de la généralité de Paris, de l'élection de Tonnerre et du bailliage de Sens. Jusqu'en 1833, le hameau de Ramel occupant la rive droite de la Sarce à l'entrée ouest de Beauvoir-sur-Sarce y compris le moulin faisait partie de la commune de Bragelogne, c'est une ordonnance royale du 1er octobre 1833 qui rattacha ce hameau à la commune de Beauvoir-sur-Sarce.

### Révolution française et Empire
Les registres paroissiaux des BMS qui constituaient l'État civil sous l'ancien régime sont signés "Grattepain, curé" et on constate que les registres de l'état civil républicain sont signés, pendant de nombreuses années après la Révolution, "Grattepain, procureur". Le curé Grattepain n'aurait donc, semble-t-il, pas été réfractaire au nouveau régime.

### Époque contemporaine
En 1973, Bragelogne et Beauvoir-sur-Sarce, fusionnent et deviennent Bragelogne-Beauvoir dans le cadre de la Loi sur les fusions et regroupements de communes du 16 juillet 1971, dite loi Marcellin. Auparavant, une proposition de fusion avait été avancée entre Les Riceys et Beauvoir-sur-Sarce et une association entre Bragelogne, Channes et Beauvoir-sur-Sarce a également fait l'objet de discussions préliminaires mais ces préliminaires n'ont pas abouti.

## Politique et administration

### Rattachements administratifs et électoraux

#### Rattachements administratifs
La commune se trouve depuis 1926 dans l'arrondissement de Troyes du département de l'Aube.
Elle faisait partie depuis 1802 du canton des Riceys. Dans le cadre du redécoupage cantonal de 2014 en France, cette circonscription administrative territoriale a disparu, et le canton n'est plus qu'une circonscription électorale.

#### Rattachements électoraux
Pour les élections départementales, la commune fait partie depuis 2014 d'un nouveau canton des Riceys, porté de 7 à 57 communes.
Pour l'élection des députés, elle fait partie de la deuxième circonscription de l'Aube.

### Intercommunalité
Bragelogne-Beauvoir était membre de la très petite communauté de communes de la Région des Riceys, un établissement public de coopération intercommunale (EPCI) à fiscalité propre créé en 2010 et auquel la commune avait transféré un certain nombre de ses compétences, dans les conditions déterminées par le code général des collectivités territoriales.
Dans le cadre des dispositions de la loi portant nouvelle organisation territoriale de la République du 7 août 2015, qui prévoit que les établissements publics de coopération intercommunale (EPCI) à fiscalité propre doivent avoir un minimum de 15 000 habitants, cette intercommunalité a fusionné avec sa voisine pour former, le 1er janvier 2017, la communauté de communes du Barséquanais en Champagne, dont est désormais membre la commune.

### Liste des maires
| Période                                  | Période   | Identité                       | Étiquette | Qualité     |
| ---------------------------------------- | --------- | ------------------------------ | --------- | ----------- |
| Les données manquantes sont à compléter. |           |                                |           |             |
|                                          |           | Paul Chauchefoin               |           | Agri-Viti.  |
|                                          |           | Lucien Mouilley                |           | Viticulteur |
|                                          | mars 1971 | Raymond Ménétrier (Bragelogne) |           | Viticulteur |

| Période                                  | Période   | Identité           | Étiquette | Qualité    |
| ---------------------------------------- | --------- | ------------------ | --------- | ---------- |
| Les données manquantes sont à compléter. |           |                    |           |            |
|                                          |           | Paul Émile Clément |           | Retraité   |
| mars 1953                                | août 1973 | Guy Finot          |           | Agri-Viti. |

| Période                                  | Période                      | Identité            | Étiquette | Qualité                             |
| ---------------------------------------- | ---------------------------- | ------------------- | --------- | ----------------------------------- |
| Les données manquantes sont à compléter. |                              |                     |           |                                     |
| mars 1971                                | mars 1995                    | Jacky Rollin        | DVD       | Artisan                             |
| mars 1995                                | 2014                         | André Griffon       |           | Retraité                            |
| 2014                                     | juin 2022                    | Bernadette Dozières | DVG       | Salariée agricole Morte en fonction |
| septembre 2022,                          | En cours (au 6 janvier 2023) | Hervé Griffon       |           | agriculteur-viticulteur             |

Après les élections municipales de 2022 qui ont fait suite à la mort de Bernadette Dozières, le conseil municipal renouvelé a élu maire Hervé Griffon et Fabrice Partout, maire délégué de Beauvoir.

## Démographie

### Évolution démographique
L'évolution du nombre d'habitants est connue à travers les recensements de la population effectués dans la commune depuis 1793. Pour les communes de moins de 10 000 habitants, une enquête de recensement portant sur toute la population est réalisée tous les cinq ans, les populations de référence des années intermédiaires étant quant à elles estimées par interpolation ou extrapolation. Pour la commune, le premier recensement exhaustif entrant dans le cadre du nouveau dispositif a été réalisé en 2006.
En 2022, la commune comptait 221 habitants, en évolution de −9,43 % par rapport à 2016 (Aube : +0,7 %, France hors Mayotte : +2,11 %).
Ci-dessous la démographie de Bragelogne, puis de Bragelogne-Beauvoir à partir de 1975. Le maximum de la population a été atteint en 1800 avec 619 habitants.
| 1793 | 1800 | 1806 | 1821 | 1831 | 1836 | 1841 | 1846 | 1851 |
| ---- | ---- | ---- | ---- | ---- | ---- | ---- | ---- | ---- |
| 601  | 619  | 521  | 606  | 600  | 579  | 560  | 570  | 598  |

| 1856 | 1861 | 1866 | 1872 | 1876 | 1881 | 1886 | 1891 | 1896 |
| ---- | ---- | ---- | ---- | ---- | ---- | ---- | ---- | ---- |
| 552  | 547  | 560  | 546  | 514  | 494  | 487  | 458  | 444  |

| 1901 | 1906 | 1911 | 1921 | 1926 | 1931 | 1936 | 1946 | 1954 |
| ---- | ---- | ---- | ---- | ---- | ---- | ---- | ---- | ---- |
| 429  | 402  | 360  | 303  | 295  | 292  | 267  | 264  | 242  |

| 1962 | 1968 | 1975 | 1982 | 1990 | 1999 | 2006 | 2011 | 2016 |
| ---- | ---- | ---- | ---- | ---- | ---- | ---- | ---- | ---- |
| 232  | 213  | 277  | 265  | 284  | 272  | 281  | 256  | 244  |

| 2021 | 2022 | - | - | - | - | - | - | - |
| ---- | ---- | - | - | - | - | - | - | - |
| 228  | 221  | - | - | - | - | - | - | - |

Ci-dessous la démographie de Beauvoir-sur-Sarce avant la fusion :
| 1793 | 1800 | 1806 | 1821 | 1831 | 1836 | 1841 | 1846 |
| ---- | ---- | ---- | ---- | ---- | ---- | ---- | ---- |
| 198  | 166  | 221  | 232  | 234  | 280  | 275  | 250  |

| 1851 | 1856 | 1861 | 1866 | 1872 | 1876 | 1881 | 1886 |
| ---- | ---- | ---- | ---- | ---- | ---- | ---- | ---- |
| 252  | 229  | 252  | 260  | 244  | 220  | 201  | 199  |

| 1891 | 1896 | 1901 | 1906 | 1911 | 1921 | 1926 | 1931 |
| ---- | ---- | ---- | ---- | ---- | ---- | ---- | ---- |
| 191  | 172  | 170  | 156  | 142  | 135  | 133  | 129  |

| 1936 | 1946 | 1954 | 1962 | 1968 | - | - | - |
| ---- | ---- | ---- | ---- | ---- | - | - | - |
| 144  | 119  | 104  | 97   | 85   | - | - | - |

### Pyramide des âges
En 2021, le taux de personnes d'un âge inférieur à 30 ans s'élève à 23,3 %, soit en dessous de la moyenne départementale (35,0 %). À l'inverse, le taux de personnes d'âge supérieur à 60 ans est de 33,2 % la même année, alors qu'il est de 28,2 % au niveau départemental.
En 2021, la commune comptait 118 hommes pour 110 femmes, soit un taux de 51,75 % d'hommes, légèrement supérieur au taux départemental (48,70 %).
Les pyramides des âges de la commune et du département s'établissent comme suit :
| Hommes | Classe d’âge | Femmes |
| ------ | ------------ | ------ |
| 2,5    | 90 ou +      | 7,0    |
| 6,0    | 75-89 ans    | 11,6   |
| 21,3   | 60-74 ans    | 18,3   |
| 23,6   | 45-59 ans    | 31,4   |
| 20,2   | 30-44 ans    | 11,8   |
| 15,4   | 15-29 ans    | 10,6   |
| 11,1   | 0-14 ans     | 9,2    |

| Hommes | Classe d’âge | Femmes |
| ------ | ------------ | ------ |
| 0,8    | 90 ou +      | 2,1    |
| 7,4    | 75-89 ans    | 10,2   |
| 17,4   | 60-74 ans    | 18,4   |
| 19,4   | 45-59 ans    | 19     |
| 17,8   | 30-44 ans    | 17,3   |
| 18,3   | 15-29 ans    | 15,9   |
| 19     | 0-14 ans     | 17,1   |

## Culture locale et patrimoine

### Lieux et monuments
- Aire de Gaviot (plan d'eau pêche en 1re catégorie, terrain de foot).
- Croix de la Chapelle (calvaire du XIXe siècle lieudit Derrière la Cure).
- Croix de la Croisette (calvaire du XIXe siècle lieu-dit la Croisette).
- Croix de Sainte Elisabeth (calvaire du XIXe siècle lieu-dit Sainte Elisabeth).
- Croix du Pré carré (calvaire du XIXe siècle lieudit les Encintres).
- Croix du Réméré (calvaire du XIXe siècle lieudit Bas du Réméré).
- Église Notre-Dame-de-l'Assomption, Beauvoir sur Sarce, rue Notre-Dame. Elle dépendait en 1789 du diocèse de Langres et du doyenné de Saint-Vinnemer, elle était dédiée à l'Assomption de la Sainte-Vierge. Ses bâtiments sont du XVIe siècle pour les parties les plus anciennes comme le transept.
- Église Saint-Pierre-aux-Liens, Bragelogne, place des Anciens-Combattants-et Victimes-de-Guerre). Elle dépendait en 1789 du diocèse de Langres et du doyenné de Saint-Vinnemer, la chapelle de Saint-Thomas qui se trouvait sur le territoire fut, avant 1732 transférée en l'église. Le cœur, le sanctuaire et les chapelles sont du XIIe siècle[24]
- Ferme de Gaviot, encore appelée ferme du Moulin (ancienne exploitation agricole habitée jusqu'en 1935)
- Ferme Sainte Elisabeth (toujours exploitée et habitée).
- Lavoir, Beauvoir sur Sarce, Rue de la Fontaine.
- Lavoir, Bragelogne, route des Bruyères.
- Mairie annexe, Beauvoir-sur-Sarce, Rue de la Fontaine
- Mairie, Bragelogne, place de la Mairie.
- Monument aux morts, Beauvoir sur Sarce, rue Ramel
- Monument aux morts, Bragelogne, place des Anciens-Combattants-et Victimes-de-Guerre
- Moulin Cholet à l'ancien hameau de Ramel (moulin à eau en service jusqu'en 1950 pour la farine fourragère)
- Moulin de Gaviot (moulin à eau démantelé à la fin du XIXe siècle)
- Petit lavoir, Bragelogne, Chemin des Grandes-Vignes.

### Personnalités liées à la commune
- Jean-Charles Desessartz (1729-1811), médecin français, docteur régent de la faculté de Paris, membre de l'Institut, y est né.

### Héraldique
| Blason de Bragelogne-Beauvoir | Blason  | De gueules à la fasce d'argent accompagnée en chef d'une grappe de raisin et en pointe d'une coquille, à une faux et une clef passées en sautoir brochant, le tout d'or ; sur le tout de sable au lion d'argent, armé et lampassé de gueules. |
| Blason de Bragelogne-Beauvoir | Détails | Cette création s'inspire des données héraldiques, concernant les principales familles ayant tenu la terre de Bragelogne et de Beauvoir sous l'Ancien Régime, notamment au niveau des émaux et des pièces utilisés. Elle veut également s'inscrire dans le présent économique et touristique de Bragelogne-Beauvoir. - L'écu rappelle les armoiries des de Bragelogne qui furent seigneurs de Bragelogne au XIIIe siècle puis du XVIe siècle au XVIIIe siècle (de gueules à la fasce d'argent chargée d'une coquille de sable et accompagnée de deux molettes d'or au chef et d'une de même en pointe). Le blason des de Bragelogne est également celui de l'actuelle famille de Bragelongne et n'était donc pas utilisable par la commune. - Le raisin placé en chef signale que l'activité dominante des deux villages est la viticulture. On relève au XVIIe siècle un Jacquillat, Seigneur de Bragelogne, dont les armoiries portent un raisin d'or, ce qui signale la présence de la vigne au cours des siècles précédents. - La coquille qui figurait sur la fasce des armoiries des de Bragelogne et placée ici en pointe rappelle la filiation historique et signale que Bragelogne est situé sur un des accès à la voie de Vézelay pour le pèlerinage de Saint-Jacques-de-Compostelle. La façade de l'église Saint-Pierre aux liens de Bragelogne est d'ailleurs ornée de quatre coquilles. - La clef rappelle que Bragelogne et Beauvoir faisaient partie du fief Saint Vincent qui relevait des comtes de Tonnerre dont les armes se lisent (de geules à deux clefs d'argent en sautoir), blason qui demeure celui de l'actuelle famille de Clermont-Tonnerre et n'était donc pas utilisable par la commune. - La faulx rappelle les armes des de Faoucq, Seigneurs de Bragelogne, au XVIe siècle (d'azur à trois faulx d'argent emmanchées d'or). - Le « sur le tout du tout » de sable reprend la couleur de la coquille des armes des de Bragelogne. - Le lion évoque les Rochefort qui possédèrent Bragelogne depuis le mariage en 1287 d'Agnès de Plancy, dame de Bragelogne et de Gaucher de Rochefort, Seigneur du Puiset et de Tanlay, jusqu'à leur extinction au milieu du XIVe siècle. Les Rochefort furent également seigneurs de Beauvoir. Un sceau datant de 1287 pour Gaucher de Rochefort,Seigneur du Puiset et de Tanlay est également évoqué mais sans aucune précision non plus. Ce Gaucher de Rochefort ne semble pas apparenté aux Rochefort du Forrez portant les armoiries: d'azur à trois fleurs de lys d'or; au chef du même chargé d'un lion issant de gueules. En absence de certitude quant aux armes de Gaucher de Rochefort ou de son ascendance, c'est un lion stylisé qui a été retenu avec un choix d'émaux correspondant à ceux du blason des de Bragelogne. Blason sur l'application IntraMuros, 2022. |

## Pour approfondir